# René Quatrefages
Pour les articles homonymes, voir Quatrefages.
René Quatrefages, né le 28 décembre 1944 à Saint-Jean-du-Bruel (Aveyron), est un historien français spécialiste de l’histoire de l’Espagne et en particulier du Tercio.

## Biographie
René Quatrefages a fait ses études supérieures à la Sorbonne (Paris IV) dont il est docteur en histoire et docteur d’État ès lettres. Il a été membre de la section scientifique de l’Institut des hautes études hispaniques et ibériques à la Casa de Velázquez à Madrid. Il est un ancien auditeur de l’Institut des hautes études de la défense nationale (IHEDN) (Paris), est membre de la Commission française d’histoire militaire. Directeur de recherche honoraire du Centre national de la recherche scientifique (CNRS), il a été membre du Comité national de la recherche scientifique. Il est l’auteur de travaux de références sur le tercio (1983) et la Révolution militaire moderne (1996).

René Quatrefages le roi Juan-Carlos 1er d'Espagne et la reine Sofia

Il est également maire RPR, puis Divers Droite, de la commune de Saint-Jean-du-Bruel (Aveyron, Midi-Pyrénées) de 1983 à 2005 et conseiller général du canton de Nant de 1990 à 2011. Il est président fondateur du Parc naturel régional des Grands Causses de 1995 à 2011,.

## Publications

### Ouvrages
- Los tercios españoles (1567-1577), Madrid, Fundacion Universitaria Espanola, 1979, 424 p.,  (ISBN 8473921275)
- Los tercios, Madrid, Servicio de publicaciones del Estado Mayor del Ejercito, 2e édition revue et augmentée, 1983, 521 p.,  (ISBN 845008427X)
- Guerre et paix dans l’Europe du XVIIe siècle. La Péninsule Ibérique, Paris, Sedes, 1991, 403 p., Chap 1, pp. 9–99,  (ISBN 2718132159)
- La Revolucion Militar Moderna. El crisol Espanol, Madrid, Ministerio de la Defensa, 1996, 438 p.,  (ISBN 847823473X)
- Armed forces and society in Spain, Past and Present, The Military system of Spanish Habsbourgs, New York, Columbia University Press, 1988, 379 p., Chap I, pp. 1–50,  (ISBN 0880339594)[6]
- Los tercios, Madrid, Ministerio de Defensa, 3e édition, 2015, 521 p.,  (ISBN 978-84-9091-136-5) (edicion libro-e)

### Articles et colloques
- À la naissance de l’armée moderne, in Mélanges de la Casa de Velazquez, tome XIII, Paris, éd. de Boccard, 1977, pp. 119–159
- Introduction Historique (XVe – XVIIIe siècles), colloque Les Militaires et le pouvoir dans le monde ibérique, Madrid, Casa de Velazquez, tome XIV, 1978, Paris, éd. de Boccard, 1979, pp. 537–543 ; synthèse des débats, pp. 590–602 et pp. 639–648
- La proveeduria des Armadas, De l’expédition de Tunis (1535) à celle d’Alger (1541), in Mélanges de la Casa de Velazquez, tome XIV, Paris, éd. de Boccard, 1978, pp. 215–247
- État et armée en Espagne au début des Temps modernes, in Mélanges de la Casa de Velazquez, tome XVIII, Paris, éd. de Boccard, 1981, pp. 85–103[7]
- Les forces armées, article Espagne, in La Grande Encyclopédie supplément, Larousse, 1981, p. 223
- Les forces armées et les traités de l’Espagne en Afrique du Nord sous Charles Quint, in Les Cahiers de la Fondation pour les études de défense nationale, Histoire militaire comparée, nº 1, 1983, pp. 93–125
- La collaboration franco-espagnole dans la prise de Pensacola, in Revue Historique des Armées, nº 4, 1981, pp. 44–63
- L’influence suisse dans la genèse du Tercio, Centre d’histoire et de prospective militaire, Pully (Suisse), 1982, pp. 33–44
- Prosopographie des élites militaires dans l’Espagne du XVIIIe siècle, in Actes du 7e colloque international d’histoire militaire, Washington - Manhatta, Kansas, 1984, pp. 1–10 et 27-38
- Fidélités et solidarités dans les armées espagnoles du XVIe siècle, in Enquêtes et documents, nº xi, Nantes, Centre de recherches sur l’histoire du monde atlantique, 1985, pp. 91–111
- La perception gouvernementale espagnole de l’Alliance franco-turque au XVIe siècle, in la Revue internationale d’histoire militaire, nº 68, 1987, pp. 71–82
- Les industries de la guerre en Espagne au XVIe siècle, Prato, Istituto internazionale di Storia Economica Francesco Datini, 4-8 mai 1984, 44 p.
- La fortification en Espagne à l’époque de la Renaissance, in les Cahiers de Montpellier, nº 11, 1985, pp. 33–58
- Pour une étude de la morphologie du combat : quelques jalons espagnols à l’aube des Temps modernes, Pully (Suisse), 1986, Actes, 1987, pp. 21–39 + carte
- L’Espagne, notice du Dictionnaire d’art et d’histoire militaires, Paris PUF, 1988, pp. 271–277 + bibliographie
- Aux origines de l’Etat militaire castillan : le Tratado de la perfection del triunfo militar, in Mélanges André Corvisier, Paris, Economica, 1989, pp. 461–473
- Un professionnel militaire : l’infante des tercios, Université de Saint-Étienne, 1992, pp. 191–204
- Le système militaire des Habsbourgs, in Le premier âge de l’Etat en Espagne, 1450-1700, Paris éd. du CNRS, 1989, pp. 341–379
- Le service de santé dans les armées européennes au XVIe siècle, Laval, Ambroise Paré et son temps, in Actes du colloque, 1990, pp. 191–204
- La spécificité militaire espagnole, in Mélanges Bartolomé Bennassar, Pouvoirs et société dans l’Espagne moderne, Toulouse, Presses Universitaires du Mirail, 1993, pp. 39–53
- Le plan baltique, le sursaut espagnol, in Bellum Tricinale, vol. XXIII, Prague, pp. 51–61
- La forteresse de Salses, Paris, éd. du Patrimoine, pp. 1–28, 3e réédition en 2007
- Conquêtes américaines et droit des gens, Congrès « A guerra e o encontro de civilizaçoes a partir do século XVI », Lisbonne, 1998, pp. 278–288
- Le financement de l’armée de la couronne de Castille, in Iberica, nº 11, 1999, 17 p. + notes
- Les armées et la Marine espagnoles, Bulletin nº 26 de l’Association des Historiens Modernistes, Paris, PUF, 2001, pp. 115–135
- L’armement des tercios, Cahier d’études et de recherches du Musée de l’Armée, nº 3, 2002, pp. 95–111
- L’utilisation de la poudre et ses effets économiques au début des Temps modernes, Istituto Francesco Datini, Prato 2003, pp. 765–784
- La guerre de Grenade (1568-1570), Iberica Collection nº 15, Paris, 2004, PUPS, 531 p., pp. 67–85
- Les capitaines et commandants généraux de provinces dans l’Espagne du XVIIIe siècle (1714-1808), Madrid, Comision espanola de historia militar, 2005, pp. 323–342
- Les capitaines et commandants généraux de provinces dans l’Espagne du XVIIIe siècle (1714-1808), in Guerra y sociedad en la Monarquia hispanica, Madrid, 2006

## Distinctions
- Chevalier de la Légion d'honneur [8]
- Officier de l'ordre national du Mérite
- Chevalier de l'ordre des Palmes académiques
- Chevalier de l'ordre des Arts et des Lettres

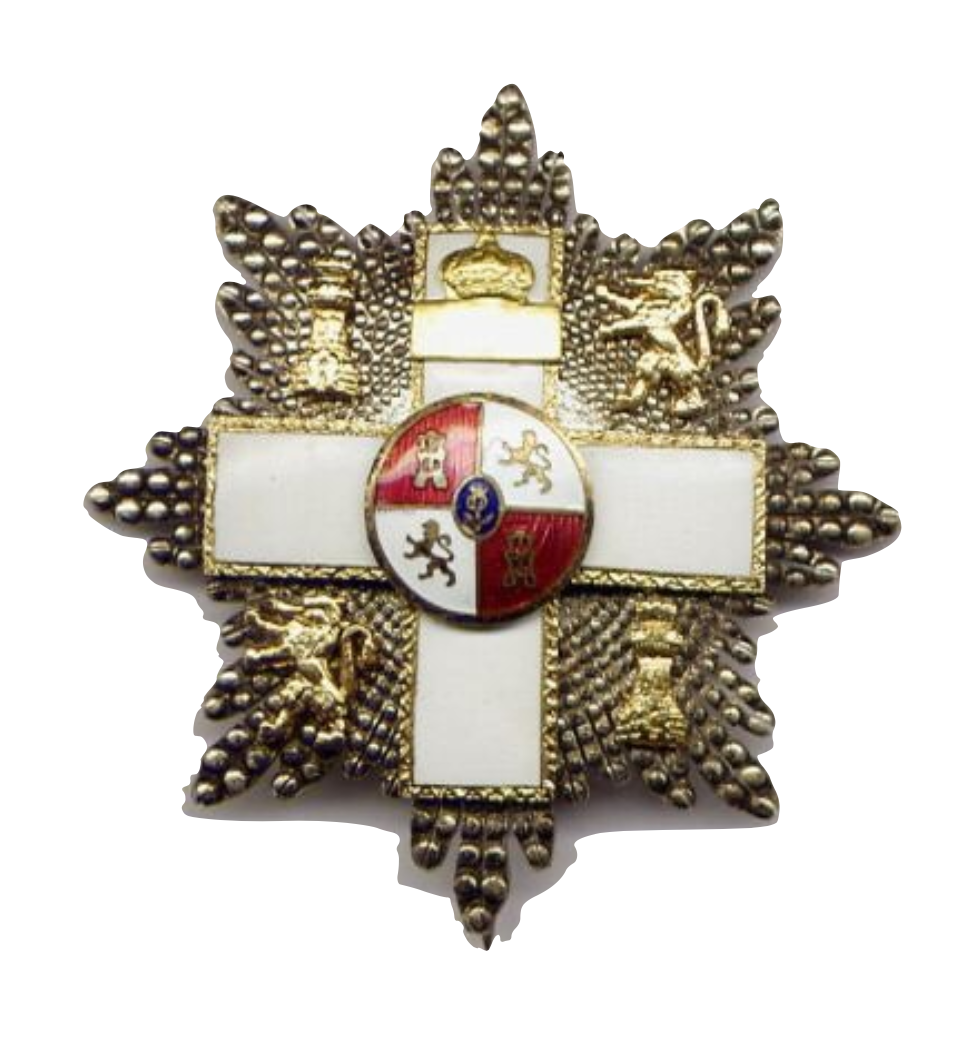
Croix de l'Ordre du mérite militaire espagnol, première classe

- Cruz de la Orden del Mérito Militar con distintivo blanco de 1a clase
- Premio extraordinario "Ejército", IV centenario de la muerte de Cervantes, 2016 [9]
- Médaille d'honneur Vermeil régionale, départementale et communale

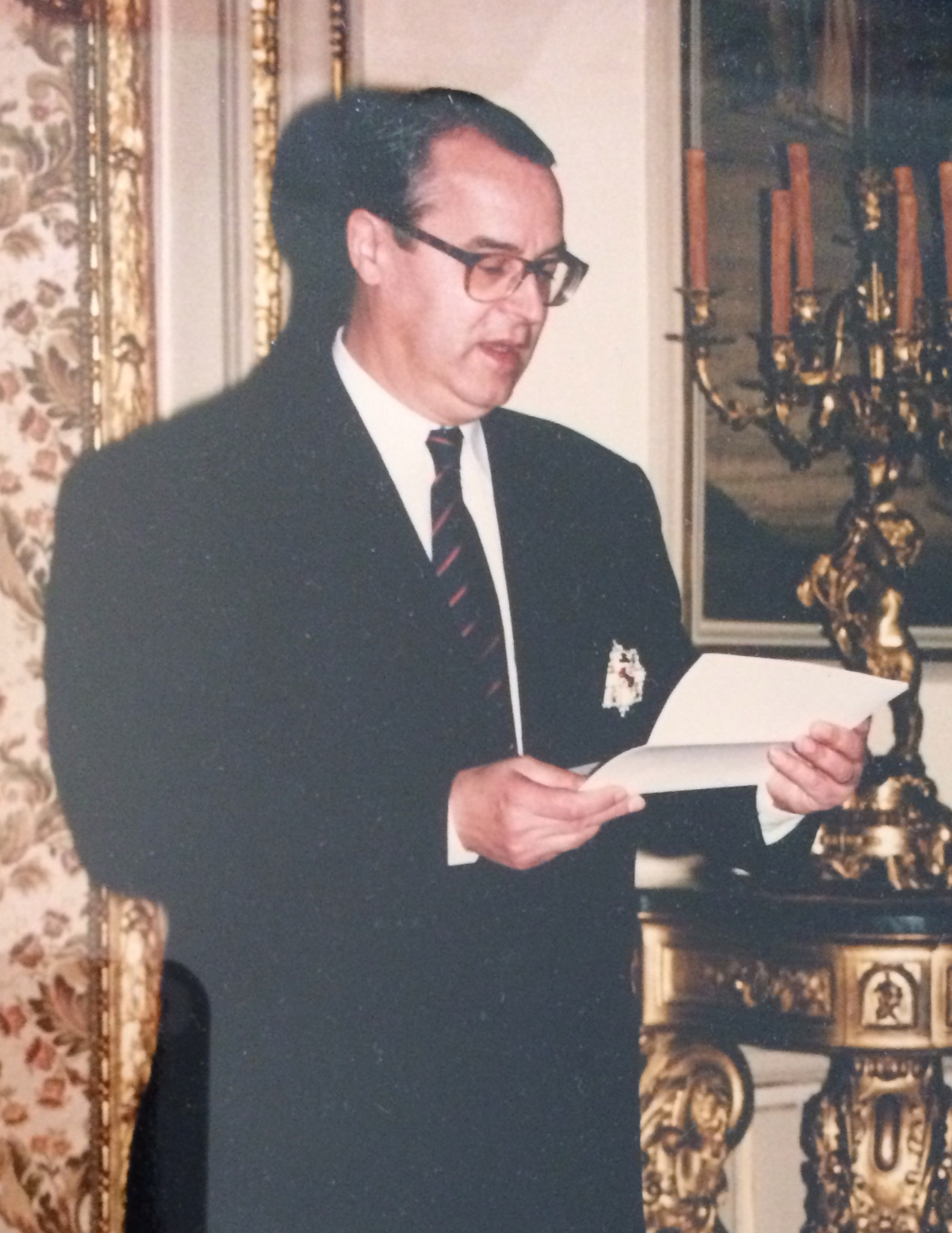
René Quatrefages, discours lors de la remise de la croix du mérite militaire espagnol de 1e classe